# Eleições de meio de mandato dos Estados Unidos

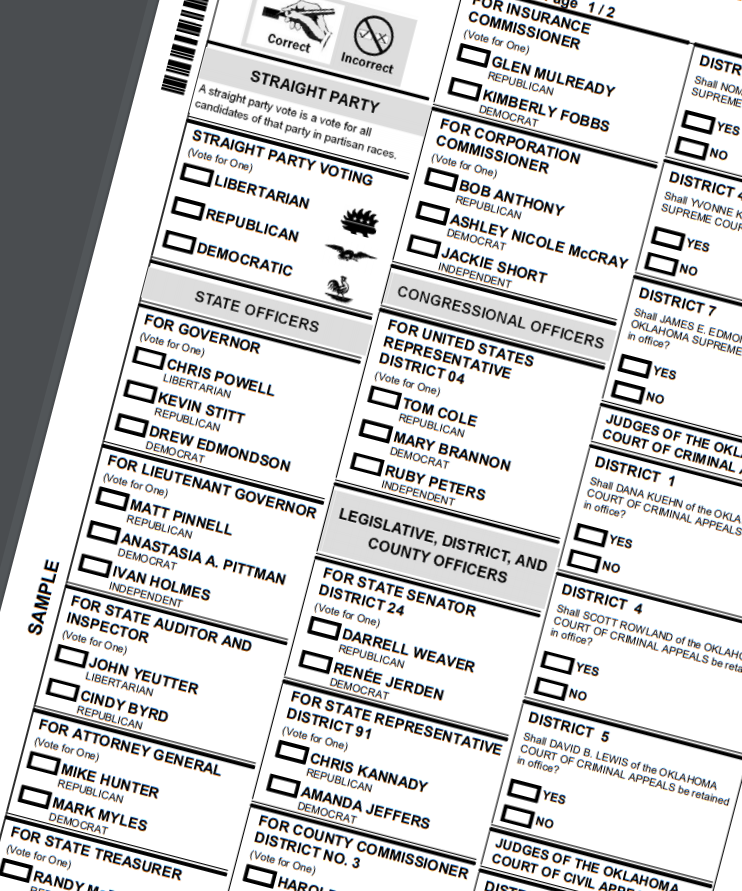
Uma cédula eleitoral geral de Oklahoma de 2018, listando candidatos para cargos estaduais e locais, bem como para o Congresso dos EUA

As eleições de meio de mandato nos Estados Unidos são eleições gerais realizadas aproximadamente na metade do mandato presidencial de quatro anos, na terça-feira após a primeira segunda-feira de novembro. Nessas eleições, estão em disputa todos os 435 assentos da Câmara dos Representantes dos Estados Unidos, além de 33 ou 34 dos 100 assentos do Senado.
Além disso, 34 dos 50 estados elegem seus governadores para mandatos de quatro anos durante as eleições de meio de mandato, enquanto Vermont e New Hampshire elegem seus governadores para mandatos de dois anos tanto nas eleições de meio de mandato quanto nas eleições presidenciais. Assim, 36 governadores são eleitos nessas eleições. Muitos estados também elegem representantes para suas legislaturas estaduais durante os anos de meio de mandato. Eleições também ocorrem em nível municipal, incluindo prefeitos, outros cargos locais e uma variedade de iniciativas populares e legislativas.
Eleições especiais frequentemente ocorrem simultaneamente às eleições regulares, o que pode resultar na eleição de senadores, governadores e outros oficiais locais para mandatos parciais.
Historicamente, as eleições de meio de mandato apresentam uma participação eleitoral menor que as eleições presidenciais. Enquanto as eleições presidenciais têm registrado comparecimento entre 50% e 60% dos eleitores elegíveis nas últimas seis décadas, as eleições de meio de mandato mobilizam cerca de 40% do eleitorado. Tradicionalmente, nessas eleições o partido do presidente em exercício tende a perder cadeiras no Congresso, enquanto o partido de oposição frequentemente conquista o controle de uma ou ambas as casas legislativas.

## Contexto
O artigo II, seção 1, cláusula 1 da Constituição dos Estados Unidos estabelece o mandato presidencial de quatro anos. O artigo I, seção 2, cláusula 1 fixa o mandato dos membros da Câmara dos Representantes em dois anos. Já o artigo I, seção 3, cláusula 1 define o mandato dos senadores em seis anos, com a cláusula 2 dividindo o Senado em três “classes”, de modo que aproximadamente um terço dos assentos é renovado a cada dois anos.
Muitas eleições estaduais e locais são realizadas durante as eleições de meio de mandato para evitar que sejam ofuscadas ou influenciadas pelas eleições presidenciais. Entretanto, alguns governos estaduais e locais preferem evitar tanto os anos presidenciais quanto os de meio de mandato, realizando suas eleições em anos ímpares, conhecidos como “anos fora de ciclo” (off-years).

## Histórico das eleições de meio de mandato
As eleições de meio de mandato são geralmente vistas como um referendo sobre a atuação do presidente em exercício e/ou do partido no poder.
Desde a Segunda Guerra Mundial, o partido do presidente tende a perder terreno durante essas eleições, com uma média de 26 cadeiras perdidas na Câmara dos Representantes e quatro cadeiras no Senado.
Desde a introdução das eleições diretas para o Congresso, apenas em oito ocasiões — sob os presidentes Woodrow Wilson, Franklin D. Roosevelt, John F. Kennedy, Richard Nixon, Bill Clinton, George W. Bush, Donald Trump e Joe Biden — o partido do presidente conseguiu ganhar cadeiras na Câmara ou no Senado. Desses, somente em dois anos (1934, sob Franklin D. Roosevelt, e 2002, sob George W. Bush) o partido do presidente obteve ganhos em ambas as casas.
As perdas sofridas pelo partido do presidente tendem a ser mais severas durante a segunda eleição de meio de mandato, fenômeno conhecido como o “coceira dos seis anos” (six-year itch).